# والعصر (قسم به زمان…)
والعصر (قسم به زمان...) عنوان یک فیلم مستند، محصول ایران به کارگردانی علی فاتحی است. این فیلم در بحبوحه جنبش سبز و پس از مرگ آیت‌الله منتظری پیرامون زندگی مذهبی و سیاسی این مرجع تقلید ساخته شد. این مستند برای اولین بار در سالروز وفات آیت‌الله منتظری در مراسم یادبود ایشان در مالزی اکران شد و پس از آن از تلویزیون رسا پخش شد.

## موضوع فیلم
این فیلم مستند ۴۵ دقیقه‌ای، علاوه بر بخش‌هایی از سخنان و دیدگاه‌های فقهی و سیاسی آیت‌الله منتظری؛ عزت‌الله سحابی، احمد سلامتیان، محمدجواد اکبرین، رضا علیجانی، حسن یوسفی اشکوری، مسعود ادیب، فرخ نگهدار و محمدحسن موحدی ساوجی نیز به بیان ویژگی‌های این فقیه عالیقدر می‌پردازند. علی فاتحی دربارهٔ ایدهٔ تولید این مستند می‌گوید: «از شروع جنبش سبز کمتر چشمی بود که به دنبال واکنش‌های آیت‌الله منتظری در قبال مسایل و مصائب جنبش سبز نباشد؛ ایشان به دلیل نقش دینی و سیاسی که داشت و انتقاداتی که به حاکمیت از سالهای پیش تر داشت و منجر به خروجش از دایره قدرت شد و نیز همراهی بی‌دریغش با مردم اهمیت ویژه‌ای داشت که تاثیرش را دو چندان می‌کرد تا دردسری بزرگ برای حاکمیت و امیدی بزرگتر برای معترضین به کودتای انتخاباتی باشد. در سال‌های حیات فقیه عالیقدر به دلیل وابستگی صدا و سیما به قدرت و سنگ اندازی‌هایی که جلوی پای فیلم‌سازان مستقل می‌شد و وحشتی که حکومت ایجاد کرده بود. در داخل ایران هیچ فیلم‌سازی اقدام به ساخت مستند در مورد ایشان نکرده بود؛ و فیلمسازان خارج از کشور هم به دلیل عدم دسترسی به منابع تصویری موفق به ساخت مستندی از زندگی و فعالیت‌های آیت‌الله نشده بودند؛ و تنها با تلاش شاگردان ایشان تعدادی مصاحبه تصویری تهیه شده بود؛ تا سال گذشته با تلاش دوستان من در مجموعه رسام (راه سبز ایرانیان مالزی) تعدادی فیلم از سخنرانی‌های ایشان در سال‌های ۶۰ تا ۶۳ به دست من رسید. دوستان رسام نیت ابتدایی شان این بود که این فیلم‌ها را مرتب کنند تا در مراسمی که برای درگذشت آیت‌الله قرار بود برگزار شود پخش کنند وقتی با من صحبت کردند من پیشنهاد ساخت مستند را مطرح کردم دوستان رسام هم به دلیل شناختی که از کارهای من داشتند و سابقه کارهای مشترک، پیشنهاد را قبول کردند. تیمی تشکیل شد و شروع به پردازش ایده کردیم. ایده‌ها یک به یک بررسی شد تا در آن جمع به این نتیجه رسیدیم که به دلیل نقش دینی که آیت‌الله داشت یک قسمت از درس تفسیر قرآن ایشان را محور مستند قرار بدهیم و بهتر این است که سورهٔ والعصر را برای شروع انتخاب کنیم تا هم نشان دهیم که آقای منتظری چقدر به آموزه‌های قرآنی پایبند بودند و هم به این واسطه تلگنری به مخاطب بزنیم.»